# 1968 en Palestine
Chronologie de la Palestine
- 1964
- 1965
- 1966
- 1967
- 1968
- 1969
- 1970
- 1971
- 1972

Cette page concerne les évènements survenus en 1968 en Palestine :

## Évènements
- Depuis 1967, Israël occupe la bande de Gaza et la Cisjordanie[1].
- 20-21 mars : Bataille de Karameh. Israël attaque et détruit un camp de réfugiés palestiniens[2].

## Créations
- Hôpital Makassed (en) (Jérusalem-Est)
- Croissant-Rouge palestinien
- Front populaire de libération de la Palestine-Commandement général

## Naissance
- Amal Murkus (en), chanteuse palestinienne.